# Walter Kohn
Walter Samuel Gerst Kohn (født 9. marts 1923 i Wien, død 19. april 2016) var en amerikansk teoretisk fysiker. Han modtog sammen med John Pople Nobelprisen i kemi i 1998 som anerkendelse for deres arbejde med forståelse af stoffers elektronstruktur. Specielt spillede Kohn en ledende rolle i udviklingen af tæthedsfunktionalteori. Kohn viste således at man i stedet for at regne på hver enkelt elektrons kvantemekaniske bevægelse, kan nøjes med at betragte det gennemsnitlige antal elektroner i hvert punkt i rummet.